# Plectrohyla arborescandens
Plectrohyla arborescandens är en groddjursart som först beskrevs av Taylor 1939.  Plectrohyla arborescandens ingår i släktet Plectrohyla och familjen lövgrodor. IUCN kategoriserar arten globalt som starkt hotad. Inga underarter finns listade i Catalogue of Life.